# 味千拉麵

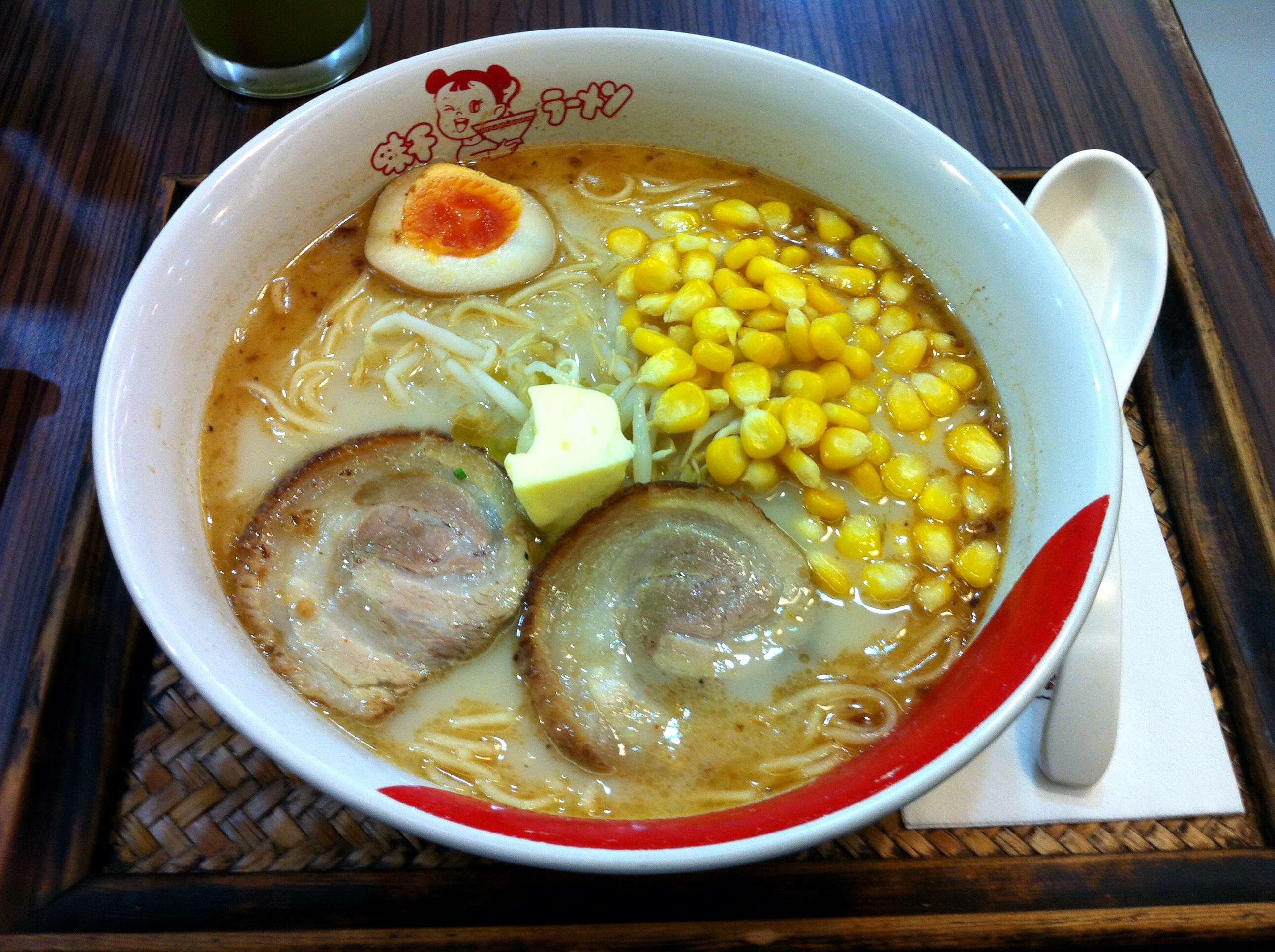
味千拉麵

味千拉麵（日語：味千ラーメン，英文：Ajisen Ramen），為由日治台灣高雄美濃出身的客家人重光孝治（漢名:劉壇祥）創辦的重光産業株式会社经营的拉麵連鎖店舖，以九州熊本為中心，始創於1968年，其標誌是妹妹攜帶碗麵圖案。
截至2022年8月，味千在日本有65间店面，中国大陸、香港由港资企业味千（中國）控股有限公司经营的669间，位于其他国家的店面63间。

## 概要

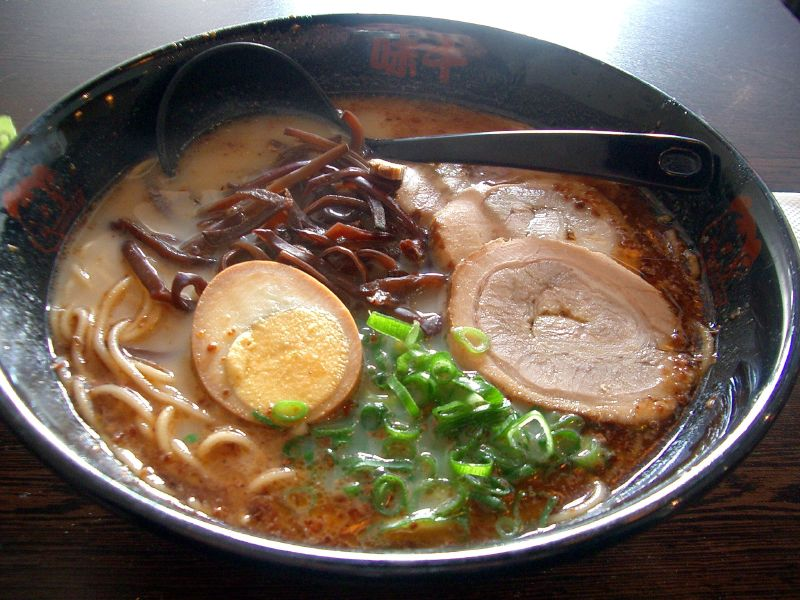
味千拉麵

起源於福岡縣久留米市的豚骨拉麵流傳到熊本市後，台灣高雄市美濃區出身的重光孝治（劉壇祥）加入了大蒜風味進行改良，在逐漸博得人氣後，現成為了熊本拉麵的起源之一。
除於店面現食之外，尚有販賣含濃縮湯包或生鮮食材可自行調理的包裝麵，依內容物不同其保存期限有15天或50天的差異。

## 分布
2020年4月為止在日本國內共有76間店面，其中7成在熊本縣，而海外共有835間店面。
1994年時在台灣開設了第一家海外分店，1996年時與新的合夥人在有維持味千原有味道的共識下於香港以加盟方式開設分店，後隨著發展在美國、泰國等地也開設了分店。
除原有口味外，於不同國家開設的分店會另外推出配合當地的新口味拉麵。

## 中國大陸及香港的味千拉麵
中國大陸和香港的味千拉麵是由味千（中國）控股有限公司經營的。
味千拉麵的中國控股大股東潘慰于山西出生，1988年隨父母移民来到香港，1996年在香港銅鑼灣開設第一家味千拉麵。
味千拉面在中国大陆经常被认为是日资企业。在2012年9月15日中国大陆的反日游行中，部分中国大陆的味千拉面门店遭到攻击。味千拉面（中国大陆）旋即澄清其完全港资身份。

## 圖庫

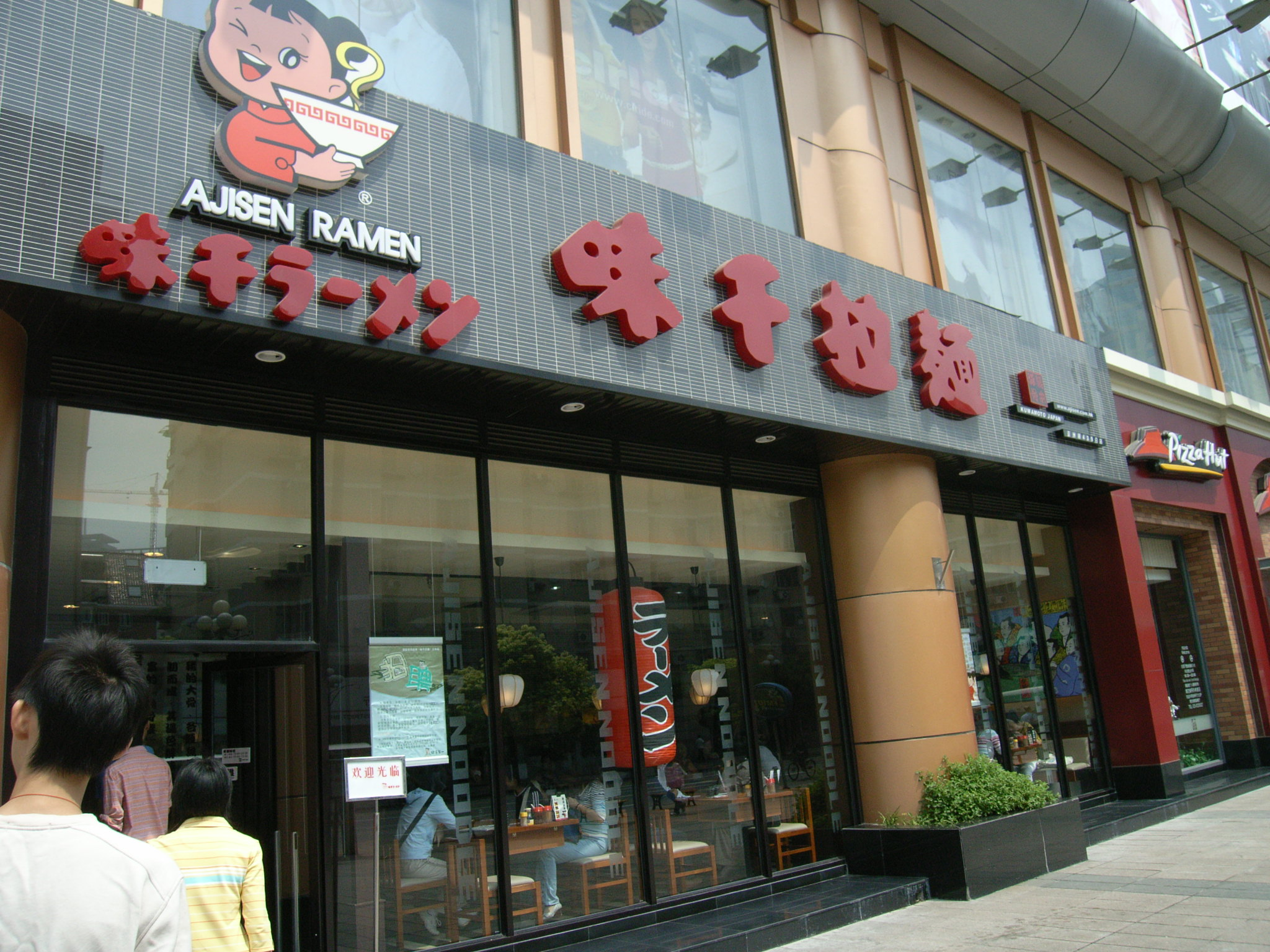
南京湖南路味千拉面分店
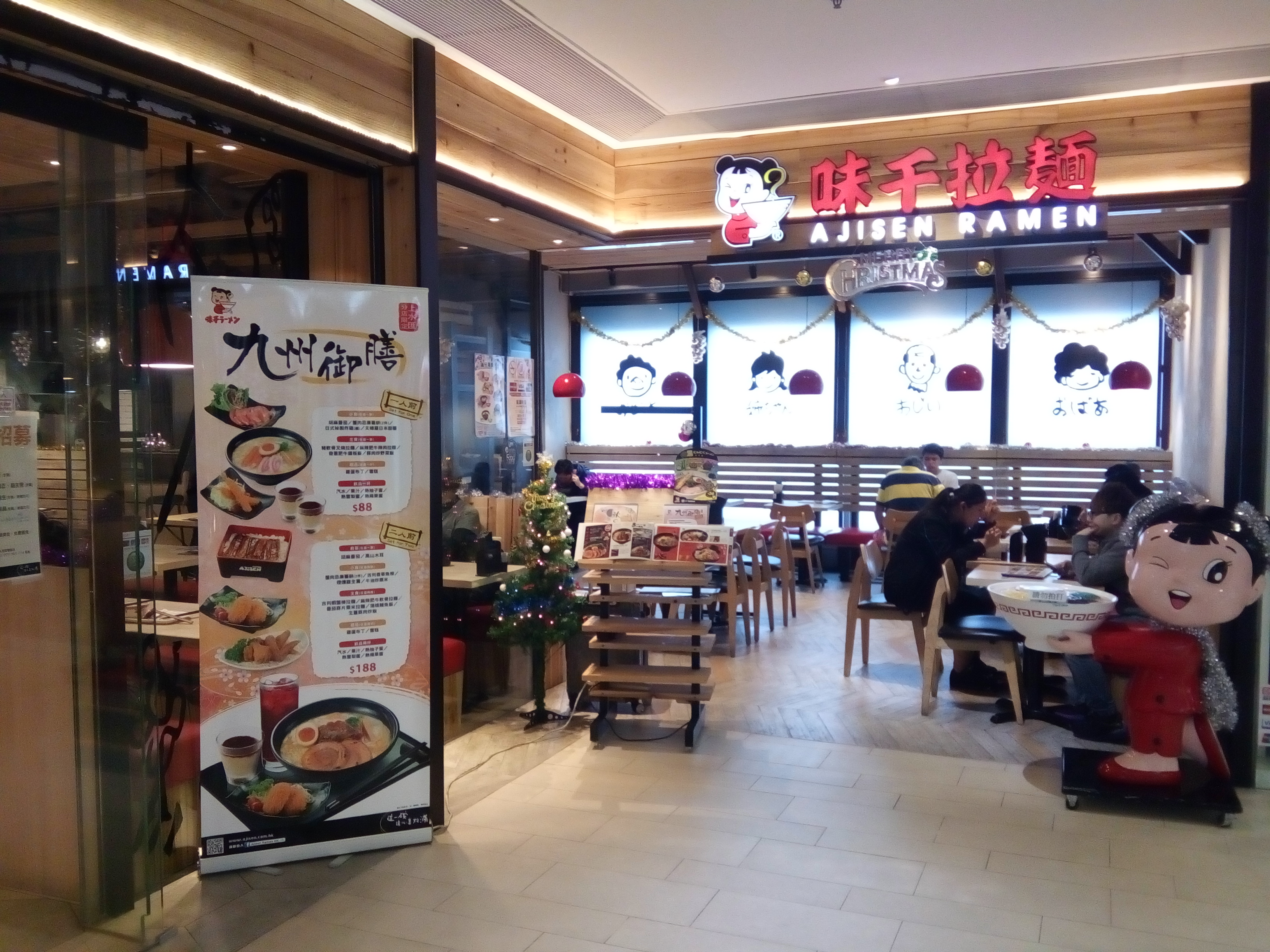
香港上水上水匯商場內味千拉麵分店
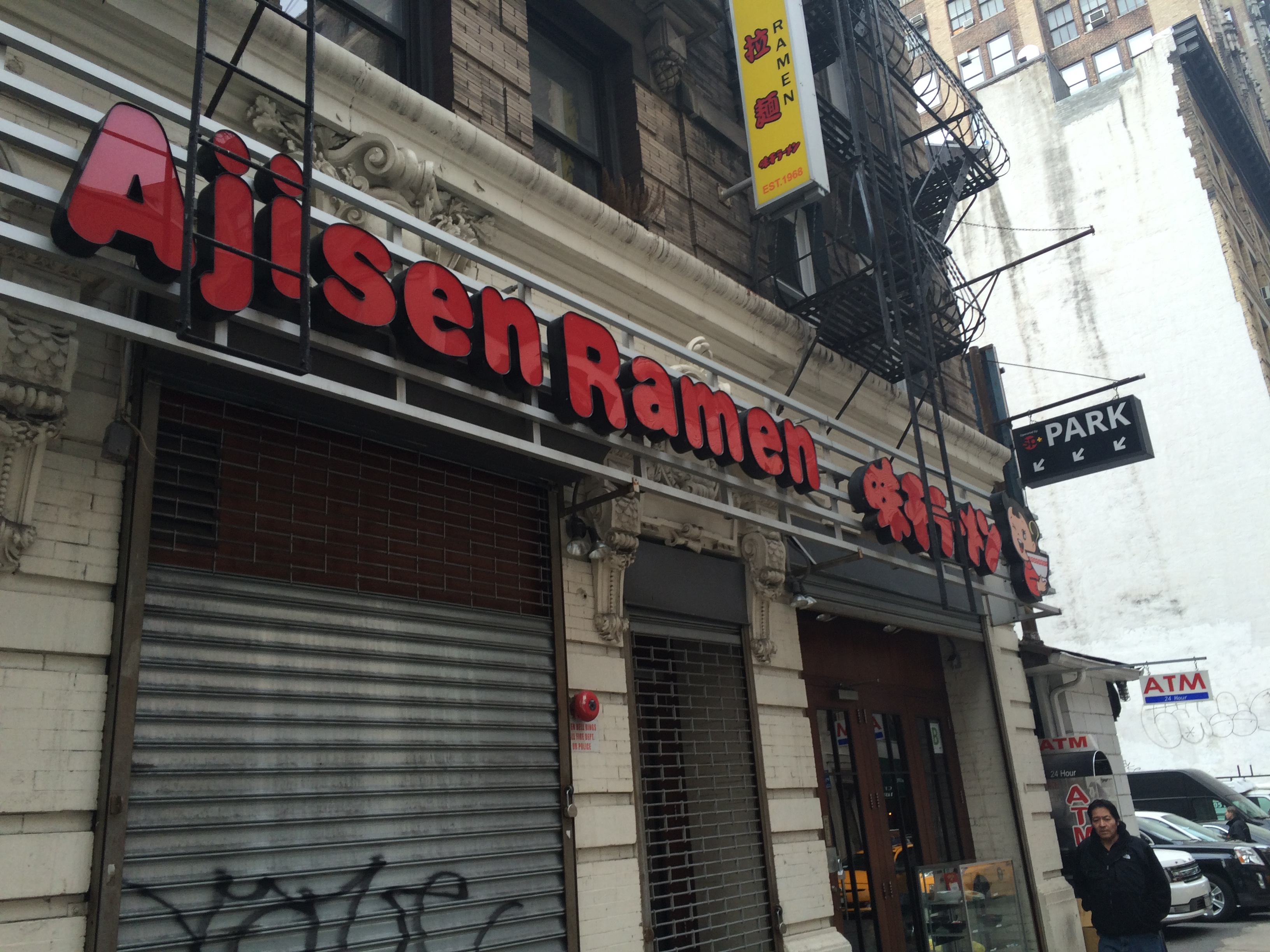
美国纽约西28街味千拉面
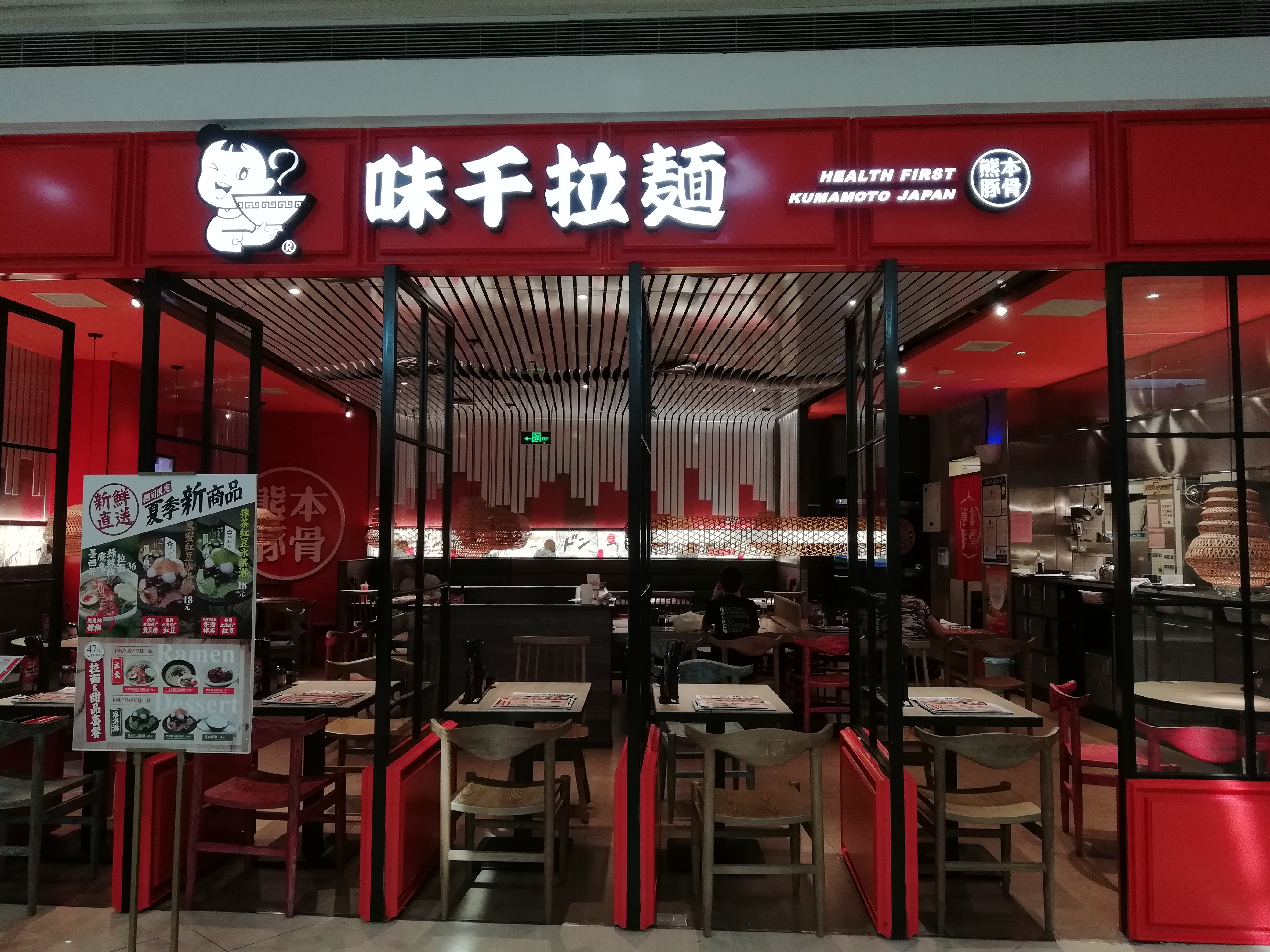
苏州工业园区印象城分店
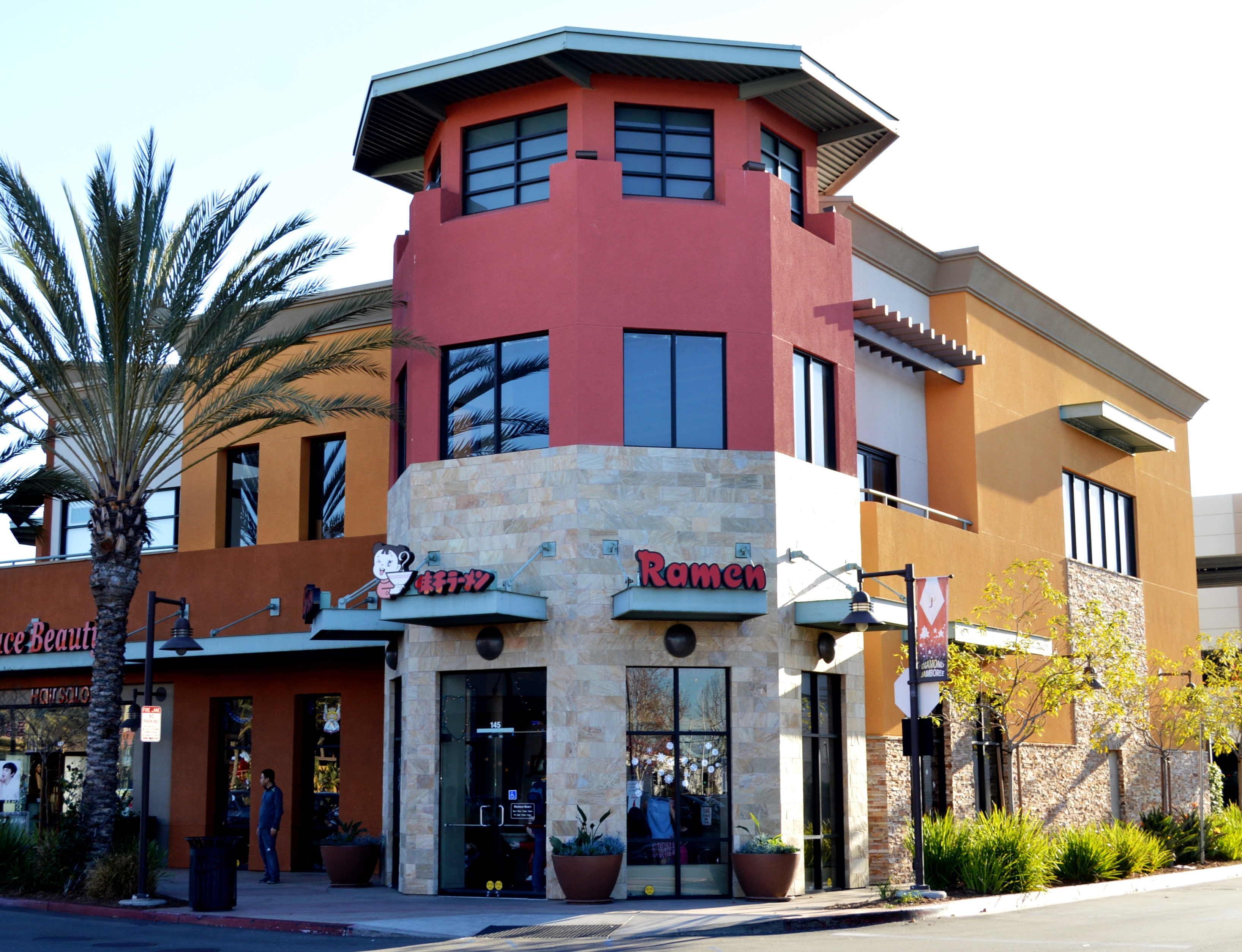
美國加州的味千拉麵分店

## 相關電視節目
- 「ガイアの夜明け」シリーズ「新興国を攻めろ！」第1弾 ニッポン外食に勝機あり 2010年4月20日放送[3]